# Forcipomyia caerulea
Forcipomyia caerulea är en tvåvingeart som beskrevs av Saunders 1956. Forcipomyia caerulea ingår i släktet Forcipomyia och familjen svidknott. Inga underarter finns listade i Catalogue of Life.